# 8. kat
8. kat bio je hrvatski televizijski zabavni talk show koji je s emitiranjem krenuo 20. rujna 2010., a završio 18. lipnja 2015. Voditeljica tog projekta bila je Daniela Trbović.

## Koncept emisije
U emisiji je voditeljica Daniela Trbović razgovarala sa svojim gostima o temama iz svakodnevnog života. Emisija je bilježila gledanost od oko 14,5 %.

## Raspored emitiranja
Emisija je svoju premijeru doživjela 20. rujna 2010. na prvom programu HRT-a u 17:30 sati. Nakon mjesec dana emitiranja premještena je u termin 18:40 sati, prije večernjeg Dnevnika HTV-a. "8. kat" emitirao se od ponedjeljka do četvrtka. Emitiranje je završeno 18. lipnja 2015.